# Folle (Angel)
Folle est le 11e épisode de la saison 5 de la série télévisée Angel.

## Synopsis
Angel et Spike mènent, chacun de leur côté, une enquête concernant une psychotique nommée Dana, échappée d'un hôpital psychiatrique, qui a tué plusieurs personnes. Ils réalisent que Dana, dont les parents ont été tués quand elle était enfant et qui a été torturée par leur assassin, est une Tueuse de vampires qui a été récemment activée par le rituel de Willow. Wesley demande alors l'aide de Giles, qui envoie Andrew Wells pour les aider. Andrew arrive à Los Angeles et est fou de joie de voir que Spike est vivant. Ils partent ensemble sur les traces de Dana et Andrew donne des nouvelles du Scooby-gang à Spike. Dana les surprend et assomme Andrew. Elle combat ensuite Spike, pensant qu'il est l'assassin de ses parents, et finit par le neutraliser en lui injectant un sédatif.  
Fred arrive à localiser le repaire de Dana grâce à des indices scientifiques mais la Tueuse a déjà coupé les mains de Spike. Elle réalise néanmoins qu'il n'est pas l'assassin de ses parents et Angel parvient à la neutraliser. Alors que Spike est emmené en ambulance pour que des chamans de Wolfram & Hart lui regreffe ses mains, Angel compte s'occuper de Dana mais Andrew s'y oppose. Avec l'appui d'une douzaine de Tueuses, il emmène Dana avec lui et dit à Angel qu'il n'a plus la confiance de Buffy ni des autres membres du Scooby-gang car il travaille pour Wolfram & Hart. Angel va voir Spike à l'hôpital et tous deux discutent des diverses natures du mal.